# Cerneura delonixia
Cerneura delonixia är en insektsart som beskrevs av Ghauri 1978. Cerneura delonixia ingår i släktet Cerneura och familjen dvärgstritar. Inga underarter finns listade i Catalogue of Life.